# Arquitectura barroca en Malta

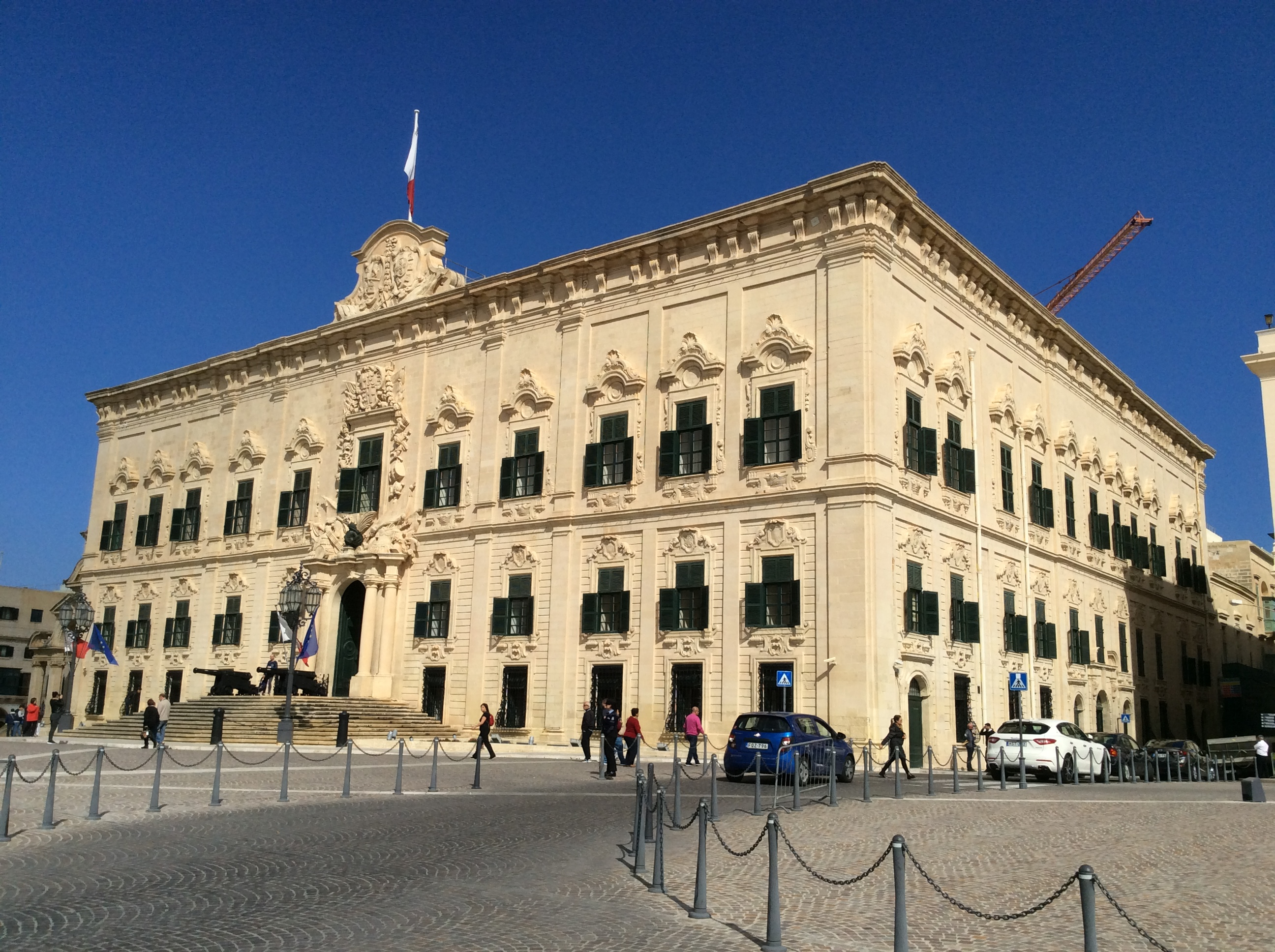
Albergue de Castilla, diseñado por Andrea Belli en 1741–1745

La Arquitectura barroca en Malta es la forma de arquitectura barroca que se desarrolló en Malta durante los siglos XVII y XVIII, cuando las islas estaban bajo el dominio de la Orden de San Juan de Jerusalén. El estilo barroco se introdujo en Malta a principios del siglo XVII, posiblemente por el ingeniero boloñés Bontadino de Bontadini durante la construcción del Acueducto Wignacourt. El estilo se hizo popular a mediados o finales del siglo XVII, y alcanzó su apogeo durante el siglo XVIII, cuando se construyeron monumentales estructuras barrocas como el Palacio de Castilla.
El estilo barroco comenzó a ser reemplazado por la arquitectura neoclásica y otros estilos a principios del siglo XIX, cuando Malta estaba bajo el dominio británico. A pesar de esto, los elementos barrocos continuaron influyendo en la arquitectura tradicional maltesa. Muchas iglesias continuaron construyéndose en el estilo barroco durante los siglos XIX y XX, y en menor medida en el siglo XXI.

## Antecedentes

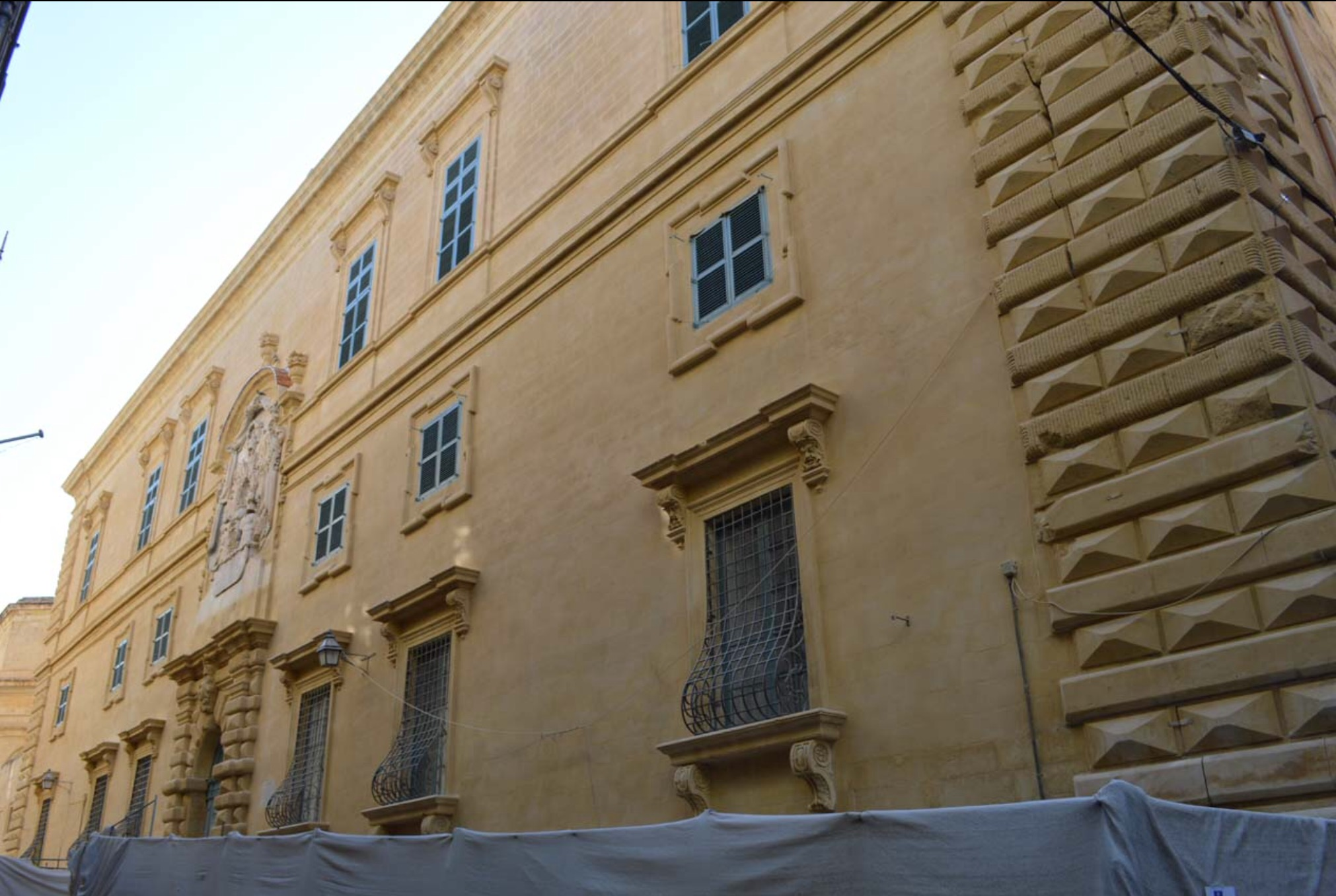
Auberge de Italie, ooriginalmente diseñado por Girolamo Cassar en estilo manierista pero luego reformado en estilo barroco-

Antes de la introducción del estilo barroco en Malta, el estilo arquitectónico predominante en la isla era la arquitectura manierista, una variante de la arquitectura renacentista que se popularizó en Malta hacia mediados del siglo XVI. El arquitecto manierista más notable en Malta fue Girolamo Cassar, que diseñó muchos edificios públicos, privados y religiosos en la capital de la ciudad de La Valeta. El estilo de Cassar era algo austero, y muchos de sus edificios eran una reminiscencia de la arquitectura militar. El manierismo tardó alrededor de un siglo en caer en desuso y fue reemplazado por el barroco, y según James Quentin Hughes, pudo haber sido Lorenzo Gafa, quien encendió el nuevo estilo.

## sigloXVII

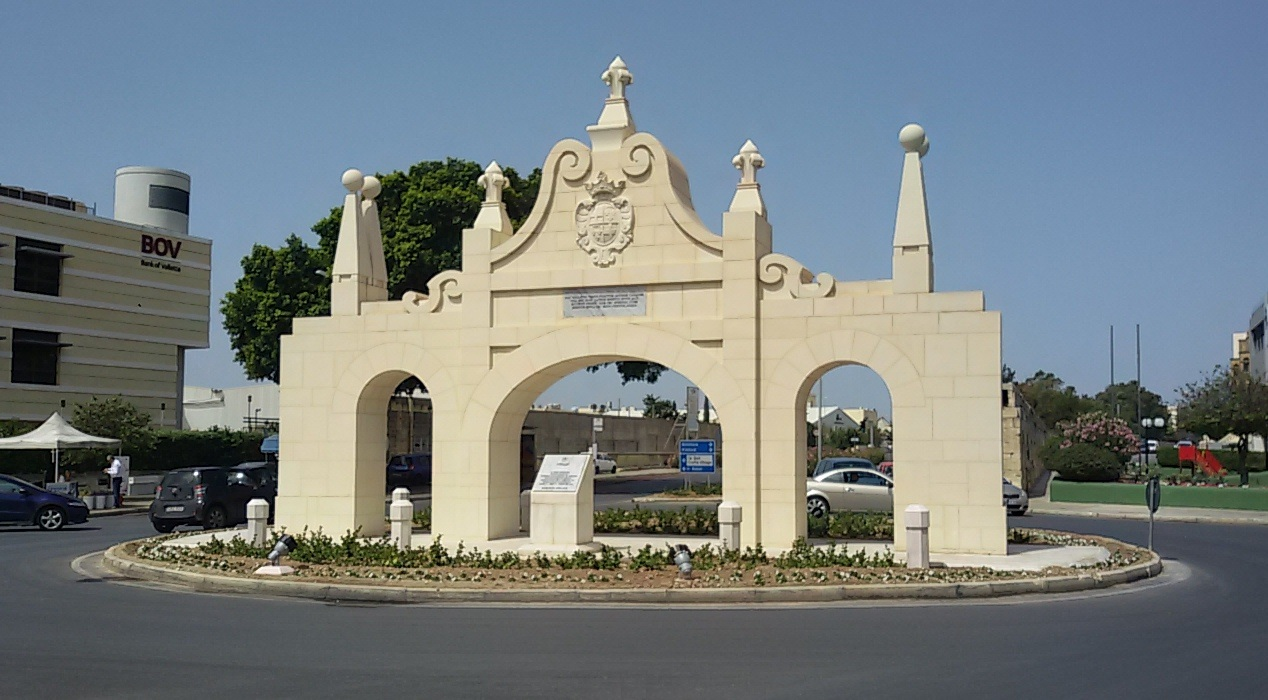
Reconstrucción del Acueducto Wignacourt, construido en 1615 por Bontadino de Bontadini.

Según el historiador Giovanni Bonello, el estilo barroco probablemente fue introducido en Malta por el arquitecto e ingeniero boloñés Bontadino de Bontadini a principios del siglo XVII. En julio de 1612, a Bontadini se le encomendó la construcción del Acueducto Wignacourt, un proyecto que se completó el 21 de abril de 1615. Los elementos decorativos del acueducto, tres torres de agua y varias fuentes, son probablemente las primeras representaciones del Barroco en Malta.

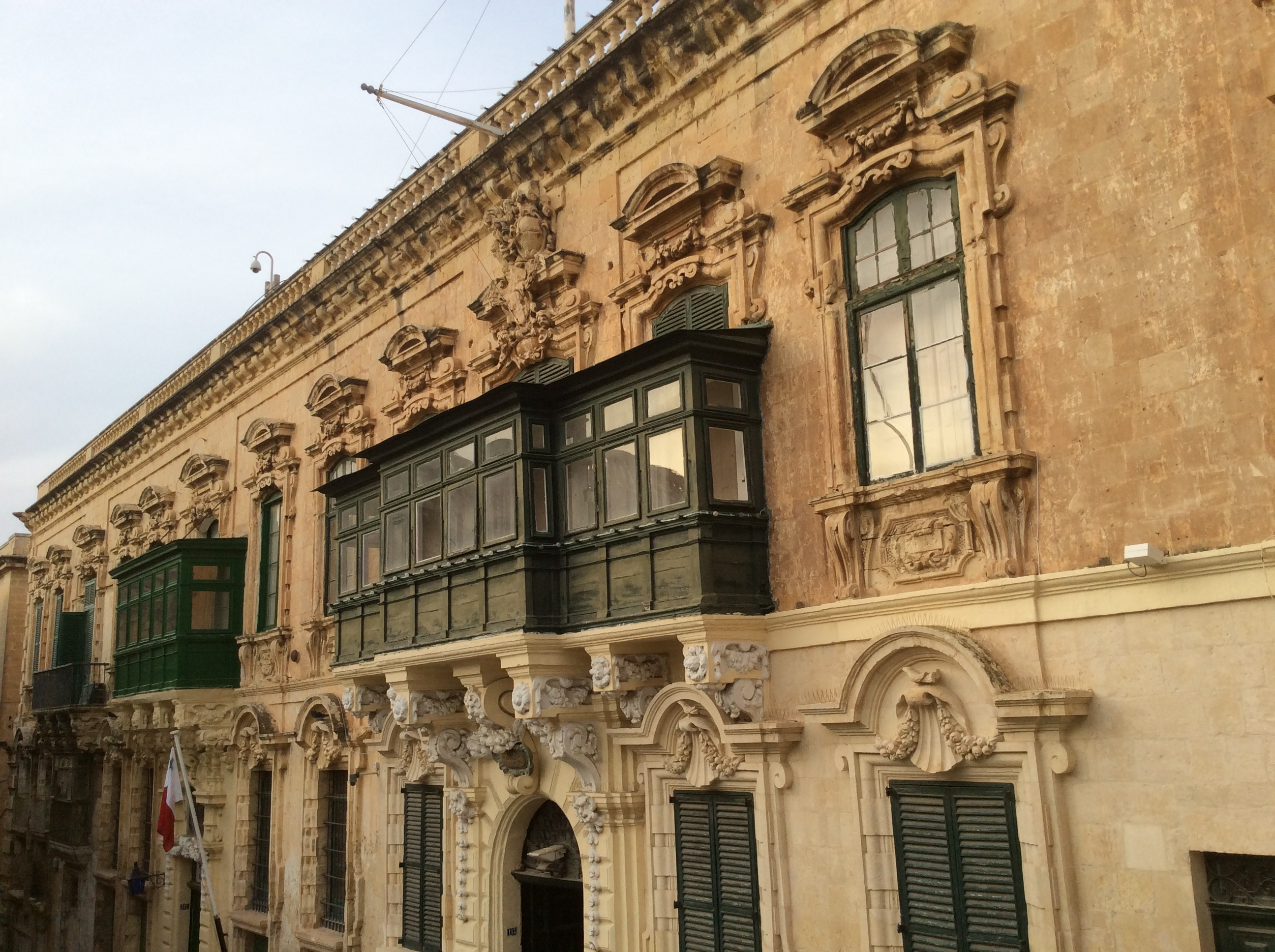
Hostel de Verdelin, un ejemplo de mediados del de la arquitectura barroca española en Malta.

Sin embargo, según Leonard Mahoney, fue Francesco Buonamici quien introdujo la arquitectura barroca en Malta. En cualquier caso, Buonamici está acreditado para popularizar el Barroco después de haber diseñado la Iglesia de los Jesuitas en La Valeta en 1635. En las décadas siguientes, muchos edificios nuevos del Barroco comenzaron a construirse por la Orden de San Juan, mientras que algunos edificios existentes fueron de nuevo decorados o recibieron nuevas fachadas. Los primeros ejemplos de edificios barrocos malteses incluyen Auberge de Provence (renovado en 1638) y Hostel de Verdelin ( c. 1650). La mayoría de los edificios barrocos en Malta fueron influenciados por la arquitectura barroca italiana o francesa, pero algunos tienen características típicas de la Arquitectura barroca en España.

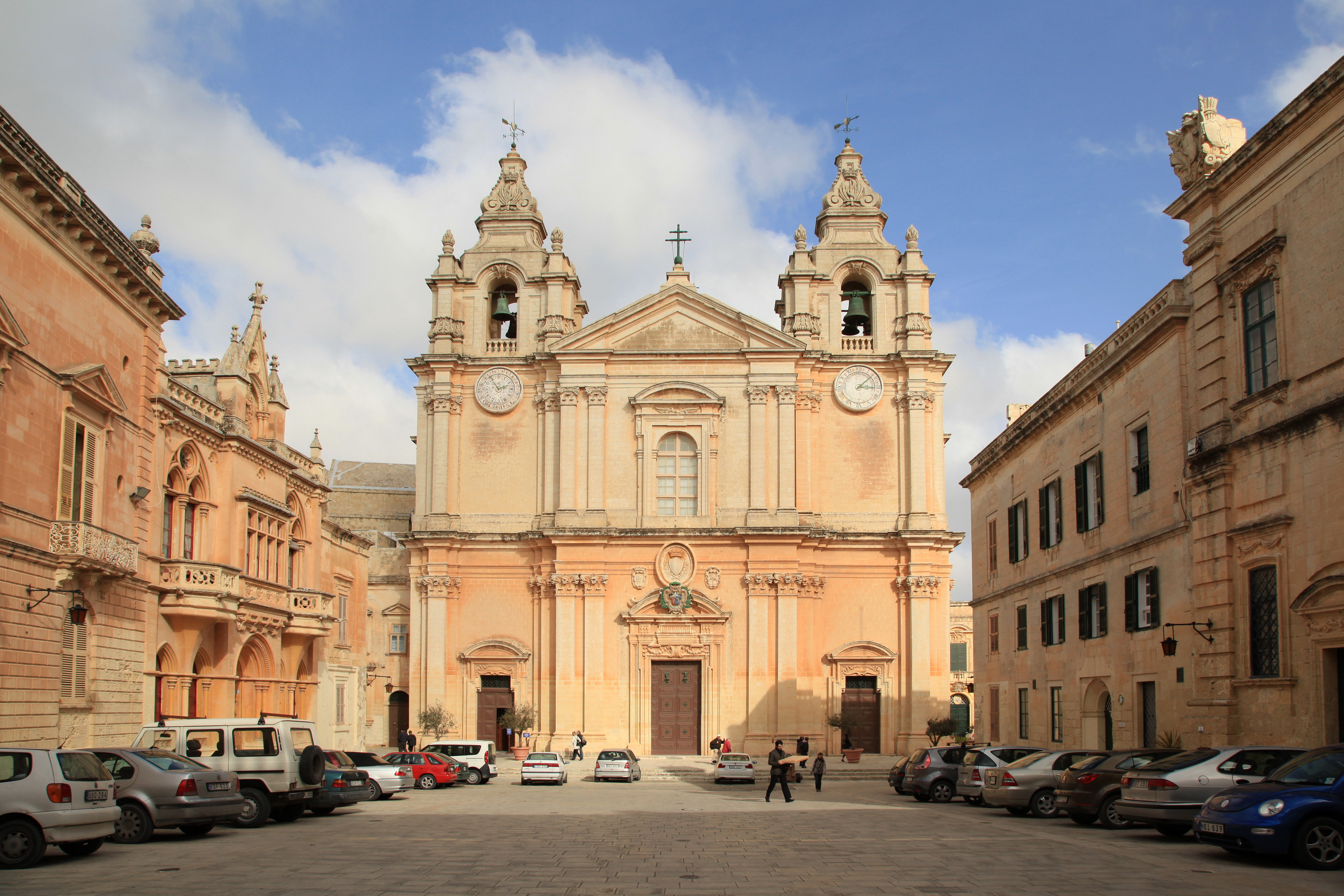
Catedral de San Pablo en Mdina, diseñada por Lorenzo Gafa y construida entre 1696 y 1705.

Desde la década de 1660 en adelante, muchas iglesias comenzaron a construirse en el estilo barroco, y se caracterizaron por grandes cúpulas y campanarios que dominaban el horizonte de las ciudades y pueblos. Uno de los arquitectos más conocidos e influyentes del Barroco de Malta fue Lorenzo Gafa, que diseñó muchas iglesias entre los años 1660 y 1690. La obra maestra de Gafa es la Catedral de San Pablo en Mdina, que fue reconstruida entre 1696 y 1705 después de que la catedral medieval original fuera dañada en el terremoto de Sicilia de 1693. Otras iglesias barrocas notables diseñadas por Gafa incluyen la Iglesia de San Lorenzo en Birgu (1681-97) y la Catedral de la Asunción en Victoria, Gozo (1697-1711).

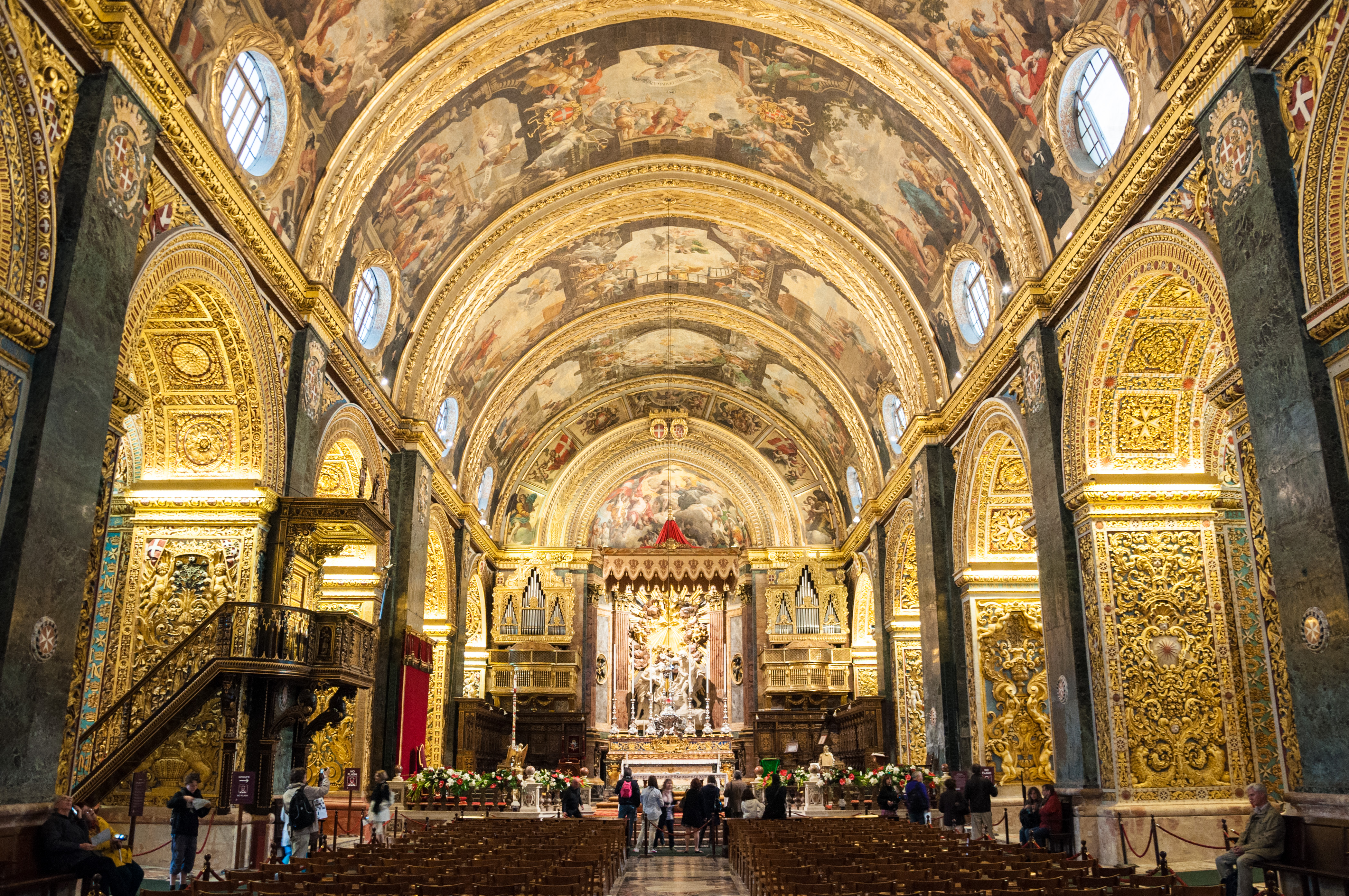
Interior de la Concatedral de San Juan.

Mientras tanto, muchas iglesias existentes fueron reformadas en estilo barroco. El interior de la Concatedral de San Juan, entonces la iglesia conventual de la Orden, fue ampliamente decorada en la década de 1660 por el artista calabrés Mattia Preti  que diseñó las intricadas paredes de piedra tallada, y pintó el techo abovedado y los altares laterales con una gran serie de cuadros sobre la vida y el martirio de Juan el Bautista. Sin  embargo se conservó la estructura manierista del exterior de la catedral.

## sigloXVIII

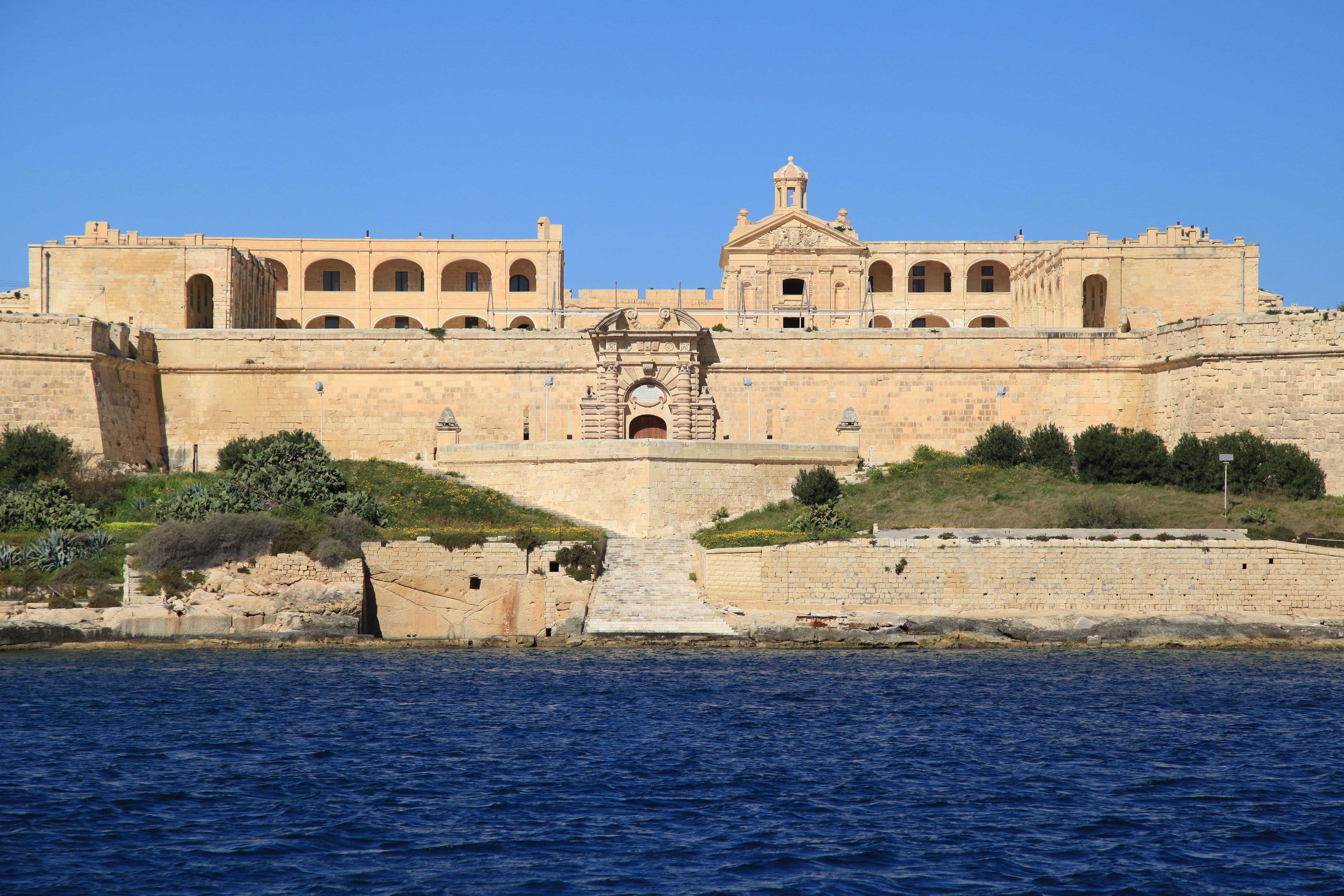
Fort Manoel, fortaleza barroca construida entre 1723 y 1733.

El estilo barroco fue el estilo arquitectónico más popular en Malta a lo largo del siglo XVIII. Ejemplos de edificios barrocos de la primera mitad del siglo incluyen la Banca Giuratale en La Valeta (1721), Fort Manoel en Gżira (1723-33) y Casa Leoni en Santa Venera (1730).

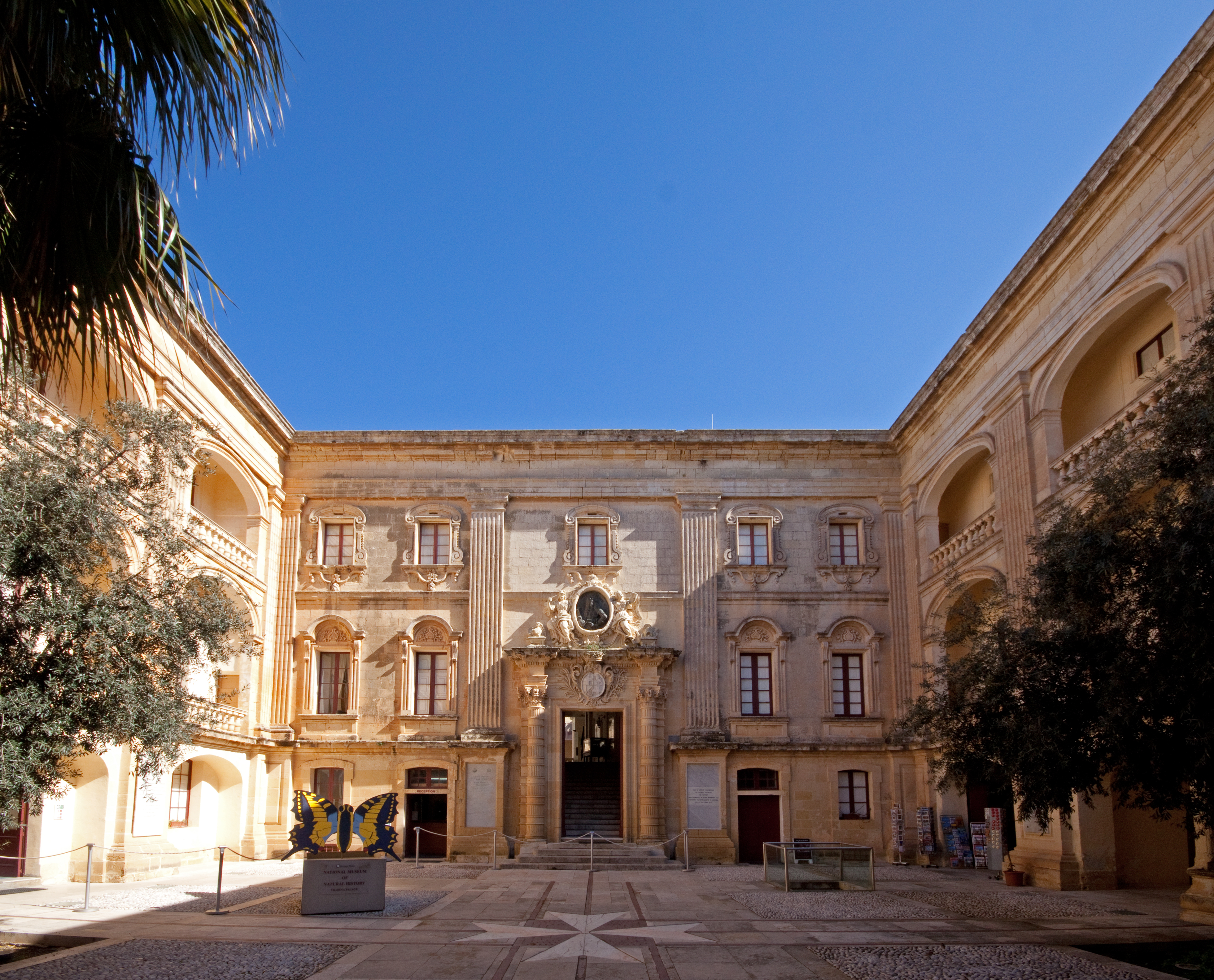
Palazzo Vilhena in Mdina, diseñado por Charles François de Mondion en 1726–1728.

Un ejemplo de urbanismo barroco fue el rediseño de Charles François de Mondion de la antigua ciudad capital de Mdina en la década de 1720. Muchos edificios medievales dentro de la ciudad habían sido dañados por el terremoto de 1693, por lo que en 1722 el Gran Maestre de la Orden de Malta recién elegido António Manoel de Vilhena inició un programa de construcción bajo la dirección de Mondion. Las fortificaciones se fortalecieron y muchos edificios públicos se construyeron, y en este punto se introdujeron importantes elementos del Barroco francés, incluida la Puerta Principal (1724), el portal de la Puerta de los Griegos (1724), la Torre dello Standardo (1725), el Palazzo Vilhena ( 1726-1728), la Banca Giuratale (1726-28) y la Corte Capitanale (1726–1728).

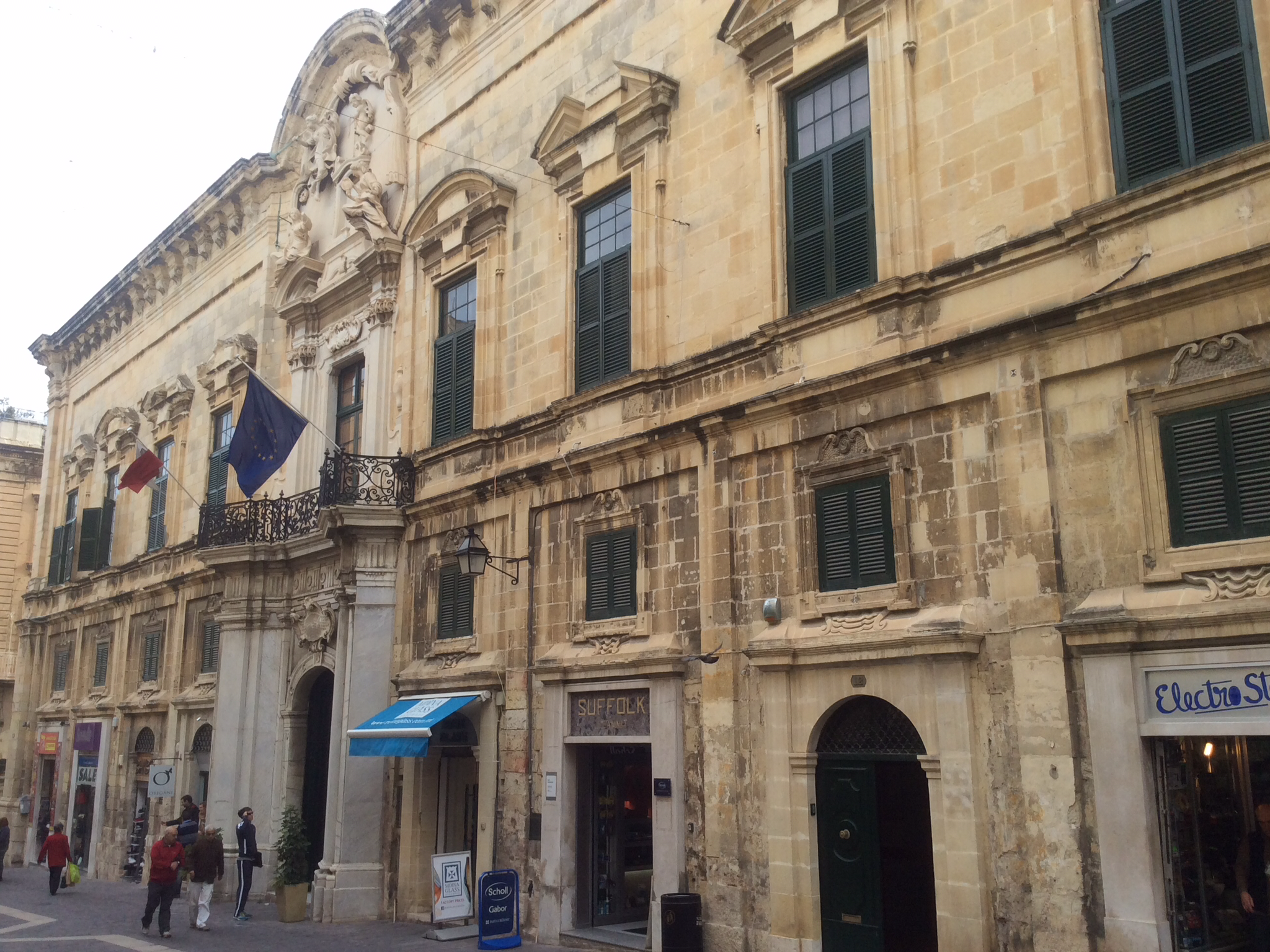
La Castellania, diseñada por Francesco Zerafa y Giuseppe Bonici en 1757–1760.

El alto barroco fue popular en toda la magistratura de Manuel Pinto da Fonseca, y los edificios construidos durante su reinado incluyen el Auberge de Castille (1741-1745), Pinto Stores (1752) y Castellania (1757-1760). Auberge de Castille fue diseñado por el arquitecto maltés Andrea Belli, y reemplazó el anterior edificio manierista de Girolamo Cassar. La fachada adornada del Auberge y los pasos que conducen a la entrada fueron diseñados para ser imponente, y se tiene como el edificio barroco más monumental de Malta.

## Siglos XIX, XX y XXI

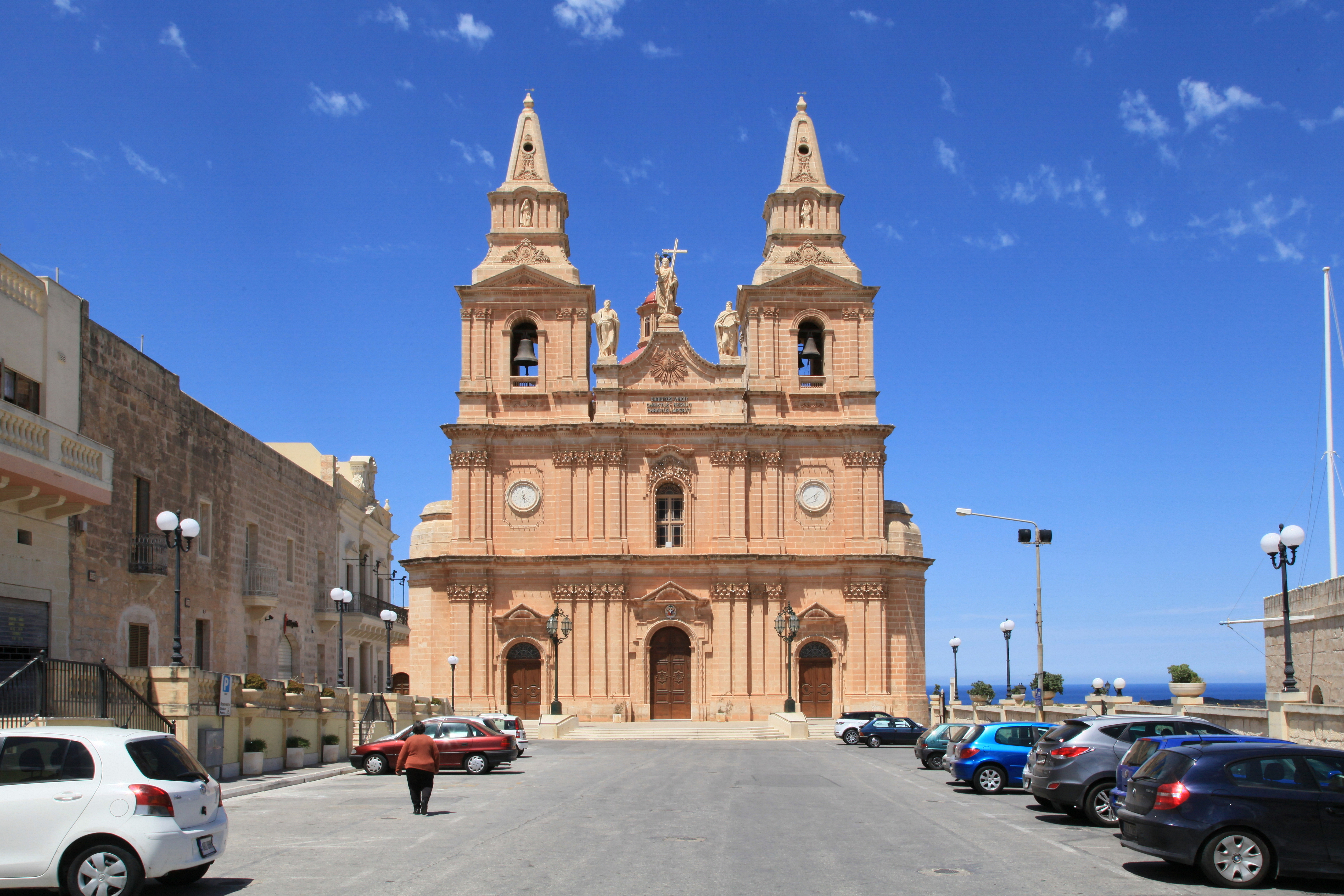
La iglesia parroquial de Mellieħa, construida entre 1881 y 1898 en estilo barroco.

La arquitectura neoclásica y otros estilos arquitectónicos se introdujeron en Malta a finales del siglo XVIII, y se popularizaron cuando la isla estuvo bajo el dominio británico en las primeras décadas del siglo XIX. A pesar de la introducción de estos nuevos estilos, el barroco siguió siendo popular para los palacios de la nobleza, y las características barrocas comenzaron a aparecer en las casas tradicionales de Malta, como en el Palacio Nasciaro.
El estilo barroco siguió siendo el estilo predominante para la mayoría de las iglesias maltesas a lo largo del siglo XIX y la mayor parte del siglo XX. Ejemplos de estos incluyen la Iglesia Parroquial de Mellieħa (1881-1898) y la Rotonda de Xewkija (1952-1978). Algunas iglesias construidas en el siglo XXI todavía incluyen importantes elementos barrocos, como la Iglesia Parroquial de Santa Venera, que se construyó entre 1990 y 2005.
El historiador Giovanni Bonello clasifica el Barroco de Malta como uno de los tres «tesoros» de la arquitectura maltesa, junto con los templos megalíticos y las fortificaciones.